# АЕС Луфен
Атомна електростанція Луфен (кит.: 陆丰核电站) це атомна електростанція, яка будується в провінції Гуандун на сході Китаю. Планується розміщення 6 реакторів на воді під тиском (PWR).
CGN Lufeng Nuclear Power Corporation працює над будівництвом атомної станції в Луфені, Шаньвей з 2013 року. Національна комісія розвитку та реформ (NDRC) схвалила станцію у 2014 році, починаючи з двох реакторів AP1000. Національне управління з ядерної безпеки (NNSA) дало дозвіл у 2015 році. Роботи на майданчику почалися, але станом на 2023 рік будівництво цих блоків не завершилося. У квітні 2022 року уряд схвалив будівництво двох реакторів Хуалун 1, які отримали позначення 5 і 6 блоків.

## Історія
Будівництво першого блоку розпочато 8 вересня 2022 року та будівництво другого блоку 26 серпня 2023 року.  Очікується, що перший блок запрацює у 2028 році, а другий – у 2029 році.

## Інформація про реактори
| Блок     | Тип      | Чиста потужність | Валова потужність | Початок будівництва | Комерційна експлуатація (планована) | Зауваження |
| -------- | -------- | ---------------- | ----------------- | ------------------- | ----------------------------------- | ---------- |
| Черга I  |          |                  |                   |                     |                                     |            |
| Луфен 5  | Хуалун 1 | 1116 МВт         | 1200 МВт          | 8 вересня 2022      | 2028                                | [ 5 ]      |
| Луфен 6  | Хуалун 1 | 1116 МВт         | 1200 МВт          | 26 серпня 2023      | 2029                                | [ 6 ]      |
| Черга II |          |                  |                   |                     |                                     |            |
| Луфен 1  | CAP1000  | 1160 МВт         | 1250 МВт          | 24 лютого 2025      |                                     | [ 7 ]      |
| Луфен 2  | CAP1000  | 1160 МВт         | 1250 МВт          |                     |                                     |            |
| Луфен 3  | CAP1000  | 1160 МВт         | 1250 МВт          |                     |                                     |            |
| Луфен 4  | CAP1000  | 1160 МВт         | 1250 МВт          |                     |                                     |            |